# 松田茂樹
松田 茂樹（まつだ しげき、1970年5月25日 - ）は日本の家族社会学者、中京大学教授。

## 人物・来歴
東京都出身。一橋大学社会学部卒業。慶應義塾大学大学院社会学研究科博士課程単位取得退学、2006年「社会的ネットワークの構造と力 育児におけるネットワークのサポート効果に関する実証的研究」で博士（社会学）。第一生命経済研究所勤務をへて、中京大学現代社会学部教授。2023年こども家庭庁こども家庭審議会委員。

## 著書
- 『何が育児を支えるのか 中庸なネットワークの強さ』勁草書房, 2008.1
- 『少子化論 なぜまだ結婚、出産しやすい国にならないのか』勁草書房, 2013.4
- 『少子化論 続』学文社, 2021.3

### 共編著
- 『対等な夫婦は幸せか』(双書ジェンダー分析）永井暁子共編. 勁草書房, 2007.1
- 『揺らぐ子育て基盤 少子化社会の現状と困難』汐見和恵,品田知美,末盛慶共著. 勁草書房, 2010.1
- 『勉強と居場所 学校と家族の日韓比較』渡辺秀樹,金鉉哲,竹ノ下弘久共編. 勁草書房, 2013.9